# Хоштина, Эмиль
Эмиль Хоштина (рум. Emil Hoștină; род. 31 мая 1976, Меджидия, Румыния) — румынский актёр. Наиболее известен по роли Юрия Любимова в первом сезоне британского сериала «Фортитьюд».

## Карьера
Дебютировал в 1993 году. Играл роли второго плана во многих американских и британских фильмах, включая роль Пожирателя смерти в фильмах «Гарри Поттер и Дары Смерти. Часть 1» и его сиквеле.
В 2015 году сыграл роль Юрия Любимова, начальника службы безопасности русского шахтёрского городка, в первом сезоне сериала «Фортитьюд».
В 2016 году сыграл роль предводителя гуннов Аттилу в сериале «Нашествие варваров» канала History Channel.

## Фильмография
| Год  |    | Русское название                    | Оригинальное название                         | Роль                                |
| ---- | -- | ----------------------------------- | --------------------------------------------- | ----------------------------------- |
| 2002 | ф  | Аминь                               | Amen.                                         | сержант                             |
| 2004 | ф  | Версия 1.0                          | Paranoia 1.0                                  | арендодатель Саймона                |
| 2004 | тф | Заговор против короны               | Gunpowder, Treason & Plot                     | английский лейтенант                |
| 2006 | ф  | Запределье                          | The Fall                                      | отец Александрии / «Голубой бандит» |
| 2007 | ф  | Катакомбы                           | Catacombs                                     | Анри                                |
| 2008 | с  | Воскрешая мёртвых                   | Waking the Dead                               | Иосиф Гордович                      |
| 2009 | тф | Анаконда 4: Кровавый след           | Anacondas: Trail of Blood                     | Юджин                               |
| 2009 | ф  | Воображариум доктора Парнаса        | The Imaginarium of Doctor Parnassus           | Серж                                |
| 2009 | ф  | Ундина                              | Ondine                                        | Владик                              |
| 2010 | с  | Война Фойла                         | Foyle's War                                   | Алекс Анохов                        |
| 2010 | ф  | Человек-волк                        | The Wolfman                                   | цыган-хозяин медведя                |
| 2010 | ф  | Гарри Поттер и Дары Смерти. Часть 1 | Harry Potter and the Deathly Hallows – Part 1 | Пожиратель смерти                   |
| 2011 | ф  | Гарри Поттер и Дары Смерти. Часть 2 | Harry Potter and the Deathly Hallows – Part 2 | Пожиратель смерти                   |
| 2012 | ф  | Оборотень: Зверь среди нас          | Werewolf: The Beast Among Us                  | Джагер                              |
| 2013 | ф  | Теорема Зеро                        | The Zero Theorem                              | худой клон                          |
| 2013 | ф  | Мертвец из Тумстоуна                | Dead in Tombstone                             | Баптист                             |
| 2014 | с  | Утопия                              | Utopia                                        | Мариус                              |
| 2015 | с  | Фортитьюд                           | Fortitude                                     | Юрий Любимов                        |
| 2016 | с  | Нашествие варваров                  | Barbarians Rising                             | Аттила                              |
| 2019 | с  | Выкуп                               | Ransom                                        | Богдан Попов                        |
| 2020 | с  | Германия-89                         | Deutschland 89                                | Григоре Антонеску                   |
| 2024 | с  | Джентльмен в Москве                 | A Gentleman in Moscow                         | Вышинский                           |